# Bahnhofstraße 38 (Eisenach)

Das Hotel „Großherzog von Sachsen“ Anfang des 20. Jahrhunderts

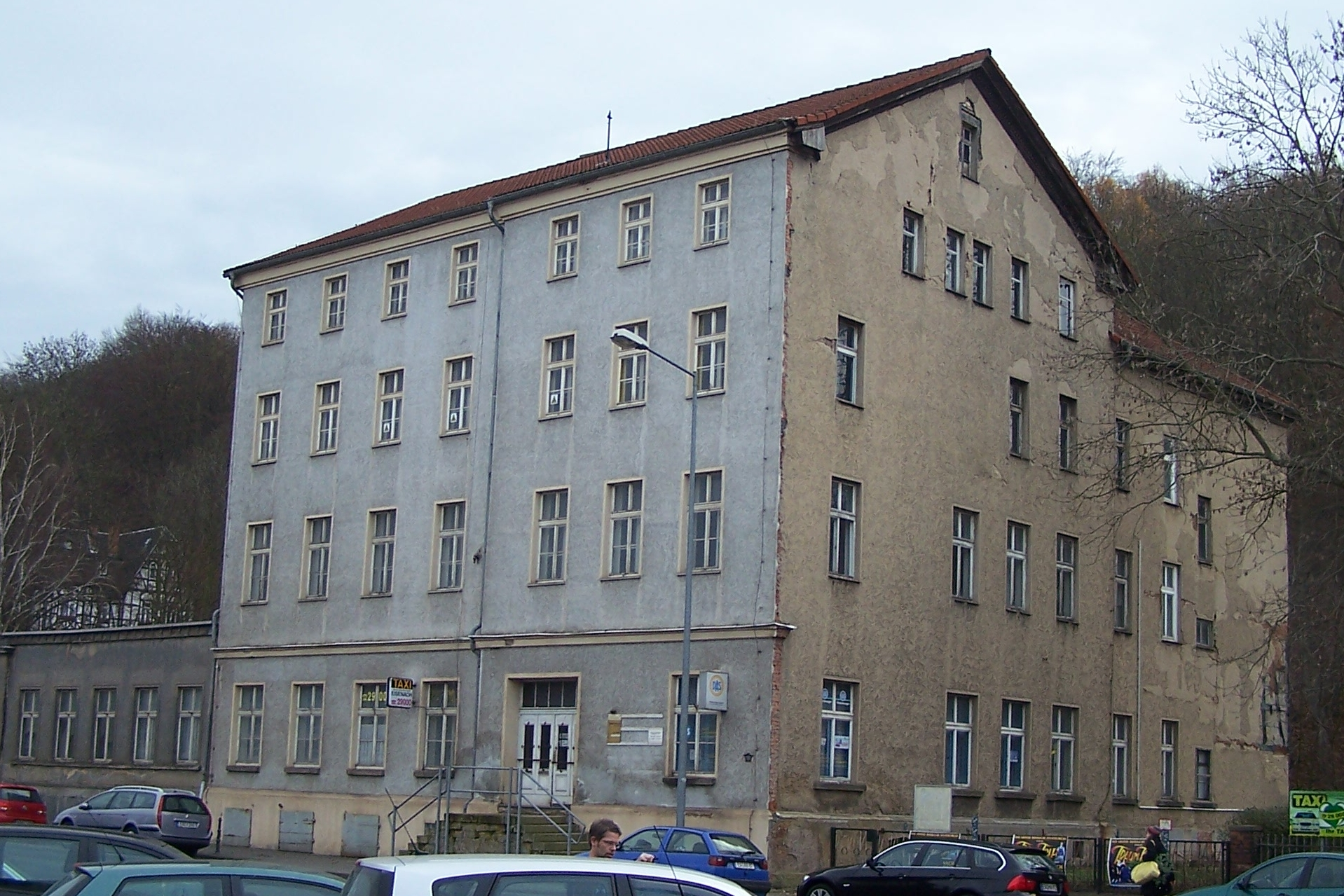
Die Ruine des Hotels etwa einhundert Jahre später, fünf Jahre vor dem Abriss

Das Gebäude Bahnhofstraße 38 war ein Hotel und späteres Verwaltungsgebäude und Wohn- und Geschäftshaus im Stadtzentrum von Eisenach in Thüringen. Es befand sich unmittelbar gegenüber dem Eisenacher Bahnhof. Ursprünglich als Hotel „Großherzog von Sachsen“ erbaut, erfuhr das klassizistische Gebäude über die Jahre zahlreiche Nutzungen und bauliche Veränderungen.

## Geschichte
Das Gebäude entstand um 1850, etwa zeitgleich mit dem gegenüberliegenden ersten Bahnhofsgebäude, als Hotel „Großherzog von Sachsen“. Unter anderem übernachtete Richard Wagner im Juli 1877 in dem Hotel. Nach Aufgabe des Hotelbetriebes diente das Gebäude in den 1920er Jahren als Hauptgeschäftsstelle der Kreissparkasse Eisenach und als Verwaltungssitz des 1922 gegründeten Landkreises Eisenach. In den 1950er Jahren wurde in dem Gebäude vorübergehend das Kreisarchiv des Kreises Eisenach untergebracht. Der Sitz der Kreisverwaltung wurde 1965 in das frühere Hotel Rautenkranz am Eisenacher Markt verlegt.
Nach 1990 dienten Teile des Gebäudes noch als Büro- und Geschäftsräume für Parteien, Organisationen und eine Taxi-Zentrale.
Im März 2016 wurde das Gebäude abgerissen, um im Zuge des Stadtentwicklungsprojekts Tor zur Stadt Platz für die Zufahrt eines neuen Einkaufszentrums zu schaffen.